# Alberto Lais
Alberto Lais (Roma, 4 settembre 1882 – Roma, 7 dicembre 1951) è stato un ammiraglio italiano.

## Biografia

### Famiglia
L'ammiraglio Alberto Lais nasce a Roma il 4 settembre 1882. Figlio di Nicola Lais e di Ernesta Franceschetti, è il terzo di quattro fratelli: Emma, Giulio, Alberto, Giorgio.  Il 25 aprile 1914 sposa Leonor Evans (New York, 28 maggio 1885 – 2 giugno 1982), figlia di George Evans e di Leonor Maria de Sutton. La coppia ha tre figli: Alberto (10 novembre 1915 – 5 ottobre 1917), Lucio (18 dicembre 1918 – 30 luglio 2000), Edna (2 novembre 1920 – 24 novembre 1994).
Lais muore a Roma il 7 dicembre 1951.

### Carriera militare e cariche ricoperte
- 1901 Accademia Navale di Livorno
- 1905 guardiamarina sulla R.N. Sardegna
- 1925 Istituto di Guerra Marittima
- Giugno 1926 – Agosto 1929: Addetto Navale a Washington
- Dicembre 1929 – Agosto 1931: Comandante I Squadriglia CCTT (Zeffiro, Ostro, Borea, Espero)
- Agosto 1931 – Marzo 1934: Capo del SIS
- Marzo 1934 – Marzo 1936: Comandante dell'Incrociatore Pola
- Marzo 1936 – Novembre 1936: Comandante Marina Brindisi
- Novembre 1936 – Giugno 1938: Capo del SIS
- Luglio 1938 – Ottobre 1938: Comandante IV e poi VI Divisione Navale
- Ottobre 1938 – Gennaio 1940: Capo del SIS
- Febbraio 1940 – Aprile 1941: Addetto Navale a Washington
- 10 luglio 1941: Capo dell'Ispettorato Tecnico della Direzione generale della Marina Mercantile
- 1944 messa a riposo
- Ottobre 1944 – Gennaio 1947: Commissario Straordinario della Lega Navale
- Gennaio 1947 – Marzo 1948: Presidente della Lega Navale

### Seconda Guerra Mondiale
In servizio attivo durante la seconda guerra mondiale, diresse il SIS dall'ottobre 1938 al gennaio 1940 quando venne inviato a Washington come addetto navale. Riuscì a mettere a segno un colpo contro i francesi con il furto dei codici segreti dalla sede dell'ambasciata a Palazzo Farnese in Roma (Operazione Rigoletto). A Washington nel 1941 mise a segno la missione di sabotare ventisei mercantili italiani su ventotto che erano rimasti nei porti statunitensi all'indomani della dichiarazione di guerra dell'Italia per impedire che cadessero nelle mani dei nemici. Il sabotaggio fu scoperto a cose fatte quando alla motonave "Villarperosa" fu chiesto di cambiare ormeggio e il comandante chiese i rimorchiatori adducendo avaria in macchina. Per questo motivo fu espulso nel 1941 dagli Stati Uniti e ritornò al SIS dove organizzò l'Operazione Pesca di beneficenza che consisteva nel recupero del materiale segreto a bordo del cacciatorpediniere inglese "Mohawk" affondato nella Battaglia del convoglio Tarigo del 1941.

#### Le false accuse di Montgomery Hyde
Lais, che all'epoca ricopriva il ruolo di addetto navale a Washington, fu accusato nel libro, "Il canadese tranquillo" scritto dal britannico H. Montgomery Hyde, di tradimento verso la patria. Secondo la ricostruzione di Hyde l'ammiraglio Lais fu sedotto dalla spia britannica Elizabeth Pack (Amy Elizabeth Thorpe), detta "Cinzia" e convinto, a detta della stessa Pack ad "aiutarla senza troppa esitazione" a consegnare i cifrari della Regia Marina. Questi cifrari si sarebbero rivelati utili per ottenere informazioni in vista della battaglia di Capo Matapan che nel volume è equiparata ad una sorta di "caporetto della marina italiana". Inoltre Lais fu accusato di aver confidato alla Pack i dettagli per il sabotaggio dei mercantili italiani bloccati nei porti statunitensi ma "troppo tardi per impedire il sabotaggio di gran parte delle navi". Per via di questa informazione giunta tardi agli alleati sarebbe stato espulso da Washington nel 1941. In base all'ipotesi di tradimento sostenuta dallo scrittore britannico Harford Montgomery Hyde, i codici sarebbero stati ceduti al momento della partenza di Lais da New York il 25 aprile 1941 ossia un mese dopo la battaglia di Matapan.
L'accusa di tradimento indusse il figlio Lucio Lais, anch'esso ufficiale di marina, ad intentare una causa giudiziaria nel 1966 che fu vinta in primo grado nel 1967, in appello nel 1969 ed in cassazione nel 1970.
L'autore del libro e l'autore della prefazione (Antonino Trizzino) furono condannati. L'editore ritirò il libro dal commercio prima della sentenza.
Lo scrittore Domenico Vecchioni, che nel 2002 ha ripreso la questione in suo libro dedicato alla vita della spia Cynthia, continua ad avvalorare il teorema del tradimento. Si sofferma su talune circostanze che lo inducono, in merito alle reazioni che il Ministero della Difesa italiano ebbe in risposta al libro di H. Montgomery Hyde, ad affermare:
“La tesi del Ministero italiano, d'altra parte, finisce col confermare, anche se in un'ottica minimizzante, che Cynthia ha ben ricevuto del carteggio sensibile, magari falso, da uno dei cifratori dell'ufficio dell'addetto navale [appunto l'amm. Lais], rendendo così apparentemente credibile tutta la storia. Non nega cioè che tra la giovane spia e l'attempato ammiraglio ci siano stati rapporti tali da giustificare un aggancio da parte di Cynthia del cifratore dell'ufficio dell'addetto militare”.
Anche fosse vero l'aggancio tra italiani e la spia, fa una differenza abissale che gli abbiano passato o meno i codici di comunicazione della flotta o qualsivoglia altra cosa di valore in tempo utile per essere usata. In un caso hanno tradito il proprio paese, nell'altro hanno ingannato il nemico in guerra. 
È bene ricordare che gli autori inglesi che presero a narrare questa storia, in più opere sono ex agenti inglesi che avrebbero dovuto controllare Lais e gli altri militari e che invece furono ingannati subendo il sabotaggio di navi che speravano di requisire. Inoltre nelle ambasciate non si tenevano i codici di comunicazione della flotta militare perché l'ambasciata non comunicava con la flotta e quindi restava solo il rischio che potessero essere sottratti. Gli stessi servizi segreti italiani, più volte rubarono codici a danno altrui.